# Juan Manuel Lillo
Juan Manuel Lillo (født 3. november 1965) er en tidligere spansk fodboldspiller og træner.